# Weimar Asprilla Mena
Weimar Asprilla Mena (Quibdó, Chocó, Colombia; 23 de mayo de 1999) es un futbolista colombiano. Juega como portero y actualmente milita en Santa Fe de la Categoría Primera A colombiana.

## Trayectoria

### Inicios
Sus inicios en el fútbol se dieron en las divisiones menores del Independiente Medellín.
Debido a sus destacadas actuaciones en divisiones menores, de 2019 al 2020 integró el primer equipo del Independiente Medellín como cuarto arquero.

### Orsomarso
En 2021 iría cedido al Orsomarso donde debutaría profesionalmente, pero no tendría muchas oportunidades y sería relegado a segundo portero.

### Independiente Medellín
En 2022 regresa al Independiente Medellín y aunque no tuvo minutos estuvo como suplente en seis partidos de la Copa Sudamericana.

### Valledupar F. C. y Real Cundinamarca
En 2023 sería cedido al extinto Valledupar F. C. en donde se ganaría un puesto en la titular y gracias a sus actuaciones el equipo clasificó a los cuadrangulares del primer semestre de la Categoría Primera B.
Para el segundo semestre de 2023 continuaría su carrera en el equipo recién creado Real Cundinamarca. Allí tendría un rendimiento regular hasta su salida a finales de 2024.

### Tigres
En 2025 volvería a ser cedido, en esta oportunidad a Tigres, en el equipo felino tendría muy buenas actuaciones en la segunda división de Colombia. Siendo catalogado como uno de los porteros destacados en el primer semestre.

### Santa Fe
Para el segundo semestre de 2025 es traspasado y firma por tres temporadas con Santa Fe.

## Clubes
| Club                   | País     | Año             | Partidos |
| ---------------------- | -------- | --------------- | -------- |
| Orsomarso              | Colombia | 2021            | 3        |
| Independiente Medellín | Colombia | 2022            | 0        |
| Valledupar F. C.       | Colombia | 2023            | 14       |
| Real Cundinamarca      | Colombia | 2023-2024       | 29       |
| Tigres                 | Colombia | 2025            | 18       |
| Santa Fe               | Colombia | 2025 - Presente |          |